# إيديث لانشيستر
إيديث «بيدي» لانشيستر (28 يوليو 1871- 26 مارس 1966) اشتراكية إنجليزية ونسوية مناصرة لحق المرأة في الاقتراع. أصبحت معروفة في عام 1895 عندما وضعتها عائلتها قسرًا في مأوىً للمجانين، إذ كانت تخطط للعيش مع عشيقها الإيرلندي، الذي ينتمي لطبقة العمال. أصبحت لانشيستر فيما بعد سكرتيرة لإليانور ماركس.

## حياتها المبكرة
ولدت لانشيستر في هوف، ساسكس في 28 يوليو في عام 1871، وهي الطفلة الخامسة لعائلة مكونة من ثمانية أفراد. والدها هنري جونز لانشيستر، مهندس معماري بارز (1914-1834)، ووالدتها أوكتافيا وارد (1916-1834). نجح ثلاثة من أخوة إيديث في مجالي العمارة والهندسة، متبعين بذلك خطا والدهم في نجاحه البرجوازي.

## عملها
بعد التحاق إيديث بكل من كلية بيركبيك في جامعة لندن وكلية ماريا غراي للتدريب، عملت كمعلمة في البداية ثم كموظفة مكتب (سكرتيرة) لدى شركة في لندن. مع حلول عام 1895، كانت إيديث اشتراكية بالفعل وعضو في الاتحاد الاشتراكي الديمقراطي.
في عام 1897، أصبحت لانشيستر سكرتيرة لدى الناشطة النسوية الاشتراكية، إليانور ماركس. وعند وفاتها، حصلت لانشيستر على قلمها الذي كانت تكتب به كذكرى.

## نشاطها السياسي وسوء السمعة
التقت إيديث خلال عضويتها في فرع باترسي التابع للاتحاد الاشتراكي الديمقراطي، بعاملٍ في المصنع وزميله العضو شاموس سوليفان (المعروف أيضًا باسم جيمس).

في عام 1895، أعلنت لانشيستر أنها تنوي العيش مع سوليفان، بدءًا من السادس والعشرين من شهر أكتوبر من عام 1895، وفق اتفاقٍ يُعبّر عنه اليوم بمصطلح «التدبير المنزلي». وقع الخبر مهولًا على والد لانشيستر، فجنّد أحد خبراء الصحة العقلية البارزين في البلاد، الدكتور جورج فيلدينغ بلاندفورد وثلاثة من إخوتها لمرافقته، حين استدعاء إيديث بينما كانت تتناول الإفطار في مسكنها في الخامس والعشرين من شهر أكتوبر. أصرّت لانشيستر على كون الزواج غير أخلاقي وأنها ستفقد استقلالها إذا ما تزوجت، وصاحت بكلماتٍ غاضبة في حينها. برر بلاندفورد تصرفه من خلال وصفه لما خططت له لانشيستر، قائلًا:
«لو قالت لانشيستر أنها تعتزم الانتحار، لكان من الممكن التوقيع على الشهادة دون أدنى شك... وكان لي أيضًا ما يبرر التوقيع على الشهادة، عندما أعربت عن عزمها على ارتكاب هذا الانتحار الاجتماعي».
عندما حاولت لانشيستر المقاومة والرد جسديًا، قُيّدت يداها من قبل والدها. وبحسب ما ورد فقد اعتدى أحد إخوتها على السيدة غراي، صاحبة المنزل التي تستأجر عندها لانشيستر.
نُقلت لانشيستر بالعربة إلى مستشفى بريوري، روهامبتون، الذي كان آنذاك مأوىً خاص للمجانين. أما «السبب المفترض» لجنونها والذي كُتب على الشهادة كان بحجة «التعلُّم المفرط».
تسببت قضية لانشيستر بفضيحة وطنية. وتدخّل النائب عن فرع باترسي، جون بيرنز. وذكرت صحيفة ذا نيويورك تايمز أن هذه القضية «حظيت باهتمام الممالك الثلاثة» وأن «لا صحيفة شعبية قد نشرت ما لا يقل عن عشرة أعمدة حول هذا الموضوع المثير للاهتمام خلال الأسبوع». حاول الاتحاد الاشتراكي الديمقراطي إطلاق سراح لانشيستر وغنّى أنصاره نشيد «العلم الأحمر» من خارج جدران المصح وتحت نافذتها المشبّكة. أشاد ماركيز كوينز بيري، جون دوغلاس بشجاعة لانشيستر وكتب إلى صحيفة ذا ستاندرد يعرض عليها شيكًا بقيمة 100 جنيه إسترليني كهدية زفاف، إن هي ناقشت مراسم الزواج القانوني «تحت الاحتجاج» ضد قوانين الزواج.
تعرضت إيديث خلال الأيام الأربعة التي سُجنت بها إلى اعتداء جنسي وجسدي ونفسي. يمكن احتجاز إيديث لمدة تصل إلى سبعة أيام بموجب المادة رقم 11 من قانون الجنون لعام 1890، بينما يتطلب الاحتجاز لمدة أطول من ذلك شهادةً أخرى. عاين مفوضو لجنة فحص المجانين إيديث، ووجدوا أنها عاقلة. أُطلق سراحها بموجب الفصل 75 من القانون الخاص بالجنون. وبرر والدها أفعاله في رسالة إلى صحيفة ذا تايمز، قائلًا: «لا تمتلك إيديث عقلًا سليمًا، وكان ذلك نتيجة إفراطها في الدراسة».